# Rosa Warrens
Rosa Warrens (* 24. Februar 1821 in Karlskrona; † 8. November 1878 in Kopenhagen) war eine schwedisch-deutsche Dichterin und Übersetzerin von Volksliedern.
Rosa Warrens kam im Alter von fünf Jahren mit ihren Eltern nach Hamburg und erhielt dort ausschließlich Privatunterricht. 1861 zog sie mit ihrer Mutter nach Berlin. Nach dem Tod ihrer Mutter während eines Kuraufenthaltes in Freienwalde im Jahre 1878 zog sie zu ihrer Schwester nach Kopenhagen, starb jedoch bereits acht Tage nach ihrer Ankunft an einem Herzschlag.
Rosa Warrens machte sich verdient um die Übertragung nordischer Volkslieder ins Deutsche. In ihrem eigenen Gedichtband herrscht eine schwermütige Stimmung vor.

## Werke
- Schwedische Volkslieder der Vorzeit. Aus den Sammlungen von Geijer und Afzelius. 1856
- Dänische Volkslieder der Vorzeit. Aus der Sammlung von S. Grundtvig. 1858
- Schottische Volkslieder der Vorzeit. 1861
- Zwei Lieder der Edda. 1863
- Norwegische, isländische, faröische Volkslieder der Vorzeit. 1868
- Gedichte. 1873